# Spellingbesluit
Het spellingbesluit was een Nederlandse algemene maatregel van bestuur waarin was vastgelegd welke spelling van het Nederlands de overheden en onderwijsinstellingen in Nederland dienden te gebruiken. Op 22 februari 2006 is het spellingbesluit vervallen. De spelling is in Nederland vanaf die dag geregeld in de Spellingwet. Onder die wet zijn de spellingregels geregeld in het Besluit bekendmaking spellingvoorschriften 2005.
De laatste wijziging van het spellingbesluit dateerde van 19 juni 1996 en verving de spelling van 31 oktober 1953. Bij de wijziging van 1996 is een groot aantal spellingsveranderingen doorgevoerd, onder andere betreffende de tussen-n en de tussen-s. De vroeger bij moeilijke woorden geldende dubbele spelling, namelijk de voorkeurspelling en de toegelaten spelling, is hierbij vervallen. Woorden mogen nog slechts op één manier gespeld worden. Voor meer dan 90 procent is dit de vroegere voorkeurspelling. Voor woorden als croquet is echter een uitzondering gemaakt, omdat een groot aantal mensen alleen met de toegelaten spelling van deze woorden (in dit geval: 'kroket') bekend was.
De spelling is vastgesteld in de vorm van spellingsregels en een lijst van woorden waarvan de spelling niet zonder meer uit die regels is af te leiden. Beide zijn afgedrukt in de Staatscourant. Als steun voor de taalgebruikers, maar zonder officiële status, is de zogenaamde Woordenlijst Nederlandse taal (het Groene Boekje) tot stand gebracht, waarin een groot aantal woorden volgens de regels van het spellingsbesluit staat gespeld.
Krachtens afspraken in de Nederlandse Taalunie hanteren Nederland en Vlaanderen dezelfde officiële spelling. In opdracht van de Nederlandse Taalunie heeft een commissie van deskundigen de in 1996 van kracht geworden spellingregels ontworpen. Deze zijn voor overheid en onderwijs in Vlaanderen in 1996 met het Belgisch spellingsbesluit van kracht geworden.